# Dialetto monregalese
Il monregalese è un dialetto della lingua piemontese parlato nella città di Mondovì e nel suo circondario. L'area di diffusione di questo dialetto risale la valle del Tanaro fino al confine della Liguria, dove si possono trovare varietà particolari di transizione con il ligure e l'occitano, ovvero i dialetti di Briga Alta, Garessio e Ormea. A nord il limite è rappresentato dal fiume Stura di Demonte. In effetti, per gli abitanti di Mondovì il "parlé d’ëd là dë Stura" indica, il cuneese o l'alto piemontese. 
Questa varietà per molto tempo è stata ritenuta parte del dialetto monferrino o langarolo.
Nicola Duberti al contrario ritiene che il monregalese sia una varietà indipendente e diversa da quelle del Monferrato o delle Langhe. Il monregalese viene pertanto collocato nella categoria dei dialetti piemontesi sud-orientali, insieme all'alessandrino, al langarolo e al monferrino.

## Caratteristiche
- L'uso frequente dell'approssimante alveolare /ɹ/ o ř, che può derivare da /l/ o dalla vibrante /r/, invece della più occidentale /l/.[6]
- Rotacismo della /l/ (non inter-vocalica) in /r/, tipico arcaismo delle lingue gallo-italiche, e presente ancora in alcuni dialetti conservativi.
- Conservazione, saltuaria nel dialetto urbano e più frequente in quello alto e rustico, del suono [dz], scomparso in piemontese moderno (de-affricato a [z]): es. dodze, piemontese attuale doze oppure dódes (dodici)
- Se posta tra consonanti e seguita dalla 'r', la 'e' è tendenzialmente soggetta a metatesi (soprattutto se inserita nell'ultima sillaba della parola): es. numer > numre, "numero"; vëdder > vëddre, "vetro"; pèver > peivre, "pepe"; cocòmber > cocòmbre, "cetriolo". Talvolta essa può cadere del tutto: setember > s-tembr, "settembre".
- La conservazione della metafonia di -i, che viene aperta per distinguere singolare e plurale, come gȓòss /ɡɹɔs/ e gȓeuss /ɡɹøs/ o matòt /maˈtɔt/ e mateucc /maˈtøʧ/, dove abbiamo la palatizzazione della consonante finale della parola[7].
- Evoluzione palatale del nesso latino -CT- come in piemontese orientale (-CC), e quindi al contrario del cuneese o torinese (-IT), sia nei sostantivi sia nei participi passati dei verbi: es. lacc ≠ lait (latte); succ ≠ suit (asciutto); poncc ≠ pont (punto); andacc/facc/scricc invece di andait/fait/scrit (andato, fatto, scritto). Nel dialetto cittadino, tuttavia, questo tratto è divenuto recessivo, quando non andato totalmente perduto, per via dell'influenza occidentale (cuneese e torinese)[8].
- La sillaba AL del latino davanti a consonante dentale o palatale, che nel piemontese occidentale passa ad [ɑɫ] e poi ad [ɑw], vede solitamente cadere la semivocale [w] in [ɑw] come negli altri dialetti piemontesi sud-orientali: atr/ater (plur. acc) ≠ aotr, "altro"; at ≠ aot, "alto"; cad ≠ caod, "caldo"[9]; fass ≠ faoss, "falso". Tale regola non è comunque costante, probabilmente per influsso del piemontese occidentale: es. caudera, caldaia; paota, fango.
- L'elisione delle consonanti liquide finali: le fiór > ij fió, i fiori; ël sól > ëř só, il sole.
- Gli articoli determinativi ëř ([ɛɹ]) ed o ([ʊ]), in maniera affine al monferrino. Il secondo, simile al tipico articolo determinativo ligure [u], non deriva dall'afaresi di [l] come in genovese, ma dalla vocalizzazione di [l] come accade in monferrino[10].
- La conservazione del femminile arcaico ël/ëř (ël/ëř vache, le vacche; ël/ëř vòte; le volte) oppure ij (ij scarpe, le scarpe; ij fió, i fiori).
- L'utilizzo, per la terza persona plurale, dei pronomi chiej (maschile) e chile (femminile).
- L'uso distinto dei pronomi clitici soggetto tra maschile (o) e femminile (a): ad esempio, "chiel/chial o r'è" (egli è), "chila a r'è" (ella è)[11][12]. Talvolta, la pronuncia della 'r' viene completamente elisa.
- La particella pronominale e avverbiale ne si trasforma in non: es. mi i 'm non vogn, "io me ne vado".
- Nella coniugazione indicativa imperfetta dei verbi irregolari, è utilizzata la stessa gamma -ava/-iva dei verbi regolari. Per i verbi 'fare', 'dare', 'stare', 'andare', 'dire', 'avere', 'sapere' l'imperfetto è fava, dava, stava, andava, diva/disava, ava, sava.
- La prima persona singolare viene coniugata senza la vocale -o finale (es: mi i ven invece di mi i ven-o; mi i fass invece di mi i faso), mentre la terza persona viene coniugata con l'aggiunta della -a finale, in maniera identica al congiuntivo (chiel o vena invece di chiel a ven; chila a disa invece di chila a dis).
- ll pronome utilizzato per la prima e la seconda persona plurali maschili subiscono un'evoluzione palatale: al posto di nojautri e vojautri, si ha nijacc e vojacc.
- All'imperfetto indicativo e congiuntivo e al condizionale, la prima persona plurale viene coniugata con il suffisso -mo: andamo (noi andavamo), amo (noi avevamo); savèissmo (sapessimo); fèissmo (facessimo); sarimo (saremmo), andrimo (andremmo).
- La coniugazione della prima persona singolare dei verbi essi (essere), andé (andare), sté (stare), dé (dare) è condizionata dalla presenza di una vocale o di una consonante a seguire: gli abituali mi i son, mi i von e mi i don possono evolvere in mi i sogn/vogn/stogn/dogn (se seguito da vocale) o mi i sóin/vóin/stóin/dóin (se seguito da consonante). La pronuncia dei verbi andé, sté e dé, esemplificata poc'anzi e nelle tabelle sottostanti, è irregolare.
- La coniugazione della prima persona singolare dei verbi che terminano in -ié/ijé avviene con la desinenza -ij, mentre la seconda persona singolare e plurale in -ii: es. mi i ringrassij, ti/voi i ringrassiji (ringrassié, "ringraziare"); mi i cambij, ti/voi i cambiji (cambié, "cambio"); mi i pij, ti/voi i piji (pijé, "prendere"); mi i carrij, ti/voi i carriji (carrié, caricare).
- Viene mantenuta l'originale costruzione interrogativa invertita piemontese della proposizione interrogativa alla seconda persona singolare, all'indicativo presento e futuro e al condizionale, utilizzando la particella interrogativa enclitica -ti: es. non veu-ti 'n tòc?, "ne vuoi un pezzo?"; land se-ti?, "dove sei?"; ha-ti ciamame?, "mi hai chiamato?"; lo farà-ti, "lo farai?"; savrì-ti dìme coma feřo?, "sapresti dirmi come farlo?".
- Per alcuni verbi in cui, nei tempi composti, si usa genericamente il verbo ausiliare essi avviene, talvolta, anche la coniugazione con il verbo avej, persino con i verbi riflessivi: es. mi j'heu desmentiame, "mi sono dimenticato"; ha-ti andaje?, "ci sei andato?". Avviene sovente anche il fenomeno inverso, specie con i verbi attivi e transitivi: es. i soma nen perdù temp, "non abbiamo perso tempo"; o (r')è fařo, "lo ha fatto".
- La costruzione interrogativa con soggetto alla terza persona singolare intransitiva e impersonale prevede l'utilizzo delle particelle pronominali finali -lo e -la, a seconda del genere del soggetto, unito al verbo principale: es. o 's peur-lo?, "si può"; cos o 't da-lo da mangé?, "cosa ti dà da mangiare?";  Land è-la/ha-la andaccia?, "Dov'è andata?".
- Quando usata come ausiliare di un participio passato, la seconda persona singolare del participio passato è hé: t'hé polidà, "hai pulito"; t'hé finì, "hai finito"; t'hé scricc, "hai scritto".

## Articoli

### Determinativi
- maschile singolare: ëř oppure o
- maschile plurale: ij
- femminile singolare: ra oppure a
- femminile plurale: ël, ëř, e, ij

### Indeterminativi
- un, ën
- una, na

## Verbi

### Coniugazioni
Le coniugazioni sono quelle piemontesi orientali, quindi la -e finale della seconda coniugazione del piemontese standard (il torinese), diventa -i. Esse diventa essi.
- prima coniugazione in -é:
- seconda coniugazione in -i (essi, scrivi):
- terza coniugazione in -ej
- terza coniugazione in -ì

### Presente indicativo
| Persona     | essere      | avere         | fare      | dare      | stare      | andare    | sapere    | dire          | 1ª coniugazione | 2ª coniugazione | 3ª coniugazione |
| ----------- | ----------- | ------------- | --------- | --------- | ---------- | --------- | --------- | ------------- | --------------- | --------------- | --------------- |
| Mi          | i son       | j' / i r'heu  | i fass    | i vogn    | i stogn    | i vogn    | i seu     | i diss        | i parl          | i scriv         | i seurt         |
| Ti          | t'è / i r'è | t'/i r' hà/hé | ët / i fà | ët / i dà | ët / i stà | ët / i và | ët / i sà | ët / i disi   | ët / i parli    | ët / i scrivi   | ët / i seurti   |
| Chiel/Chila | o/a r'è     | o/a r'ha/hé   | o/a fa    | o/a da    | o/a sta    | o/a va    | o/a sa    | o/a disa      | o/a parla       | o/a scriva      | o/a seurta      |
| Noi/Nijäcc  | i soma      | i r'oma       | i foma    | i doma    | i stoma    | i andoma  | i savoma  | i disoma/dima | i parloma       | i scrivoma      | i sortima       |
| Voi/Voijäcc | i sèi       | j' / i r'hèi  | i fèi     | i dèi     | i stèi     | i andèi   | i sèi     | i disi        | i parli         | i scrìvi        | i seurti        |
| Chiej/Chile | i son       | i r'han       | i fan     | i dan     | i stan     | i van     | i san     | i diso        | i parlo         | i scrìvo        | i sèurto        |

### Imperfetto indicativo
| Persona     | essere        | avere        | fare        | dare        | stare        | andare     | sapere   | dire               | 1ª coniugazione | 2ª coniugazione | 3ª coniugazione |
| ----------- | ------------- | ------------ | ----------- | ----------- | ------------ | ---------- | -------- | ------------------ | --------------- | --------------- | --------------- |
| Mi          | j/i r'eva     | j' / i r'ava | i fava      | i dava      | i stava      | i andava   | i sava   | i disava/diva      | i parlava       | i scrivava      | i sortiva       |
| Ti          | t'evi / r'evi | t' / i r'avi | ët / i favi | ët / i davi | ët / i stavi | i andavi   | i savi   | ët / i disavi/divi | ët / i parlavi  | ët / i scrivavi | ët / i sortivi  |
| Chiel/Chila | o/a r'eva     | o/a r'ava    | o/a fava    | o/a dava    | o/a fava     | o/a andava | o/a sava | o/a disava/diva    | o/a parlava     | o/a scrivava    | o/a sortiva     |
| Noi/Nijäcc  | j’/i emo      | j'/i r'amo   | i famo      | i damo      | i stamo      | i andamo   | i samo   | i disamo/dimo      | i parlamo       | i scrivamo      | i sortimo       |
| Voi/Voijäcc | j/i r’evi     | j/i r'avi    | i favi      | i davi      | i stavi      | i andavi   | i savi   | i disavi/divi      | i parlavi       | i scrivavi      | i sortivi       |
| Chiej/Chile | j/i r’evo     | j/i r'avo    | i favo      | i davo      | i stavo      | i andavo   | i savo   | i disavo/divo      | i parlavo       | i scrivavo      | i sortìvo       |

### Futuro indicativo
| Persona     | essere      | avere        | fare        | dare        | stare        | andare        | sapere       | dire        | 1ª coniugazione | 2ª coniugazione | 3ª coniugazione |
| ----------- | ----------- | ------------ | ----------- | ----------- | ------------ | ------------- | ------------ | ----------- | --------------- | --------------- | --------------- |
| Mi          | i sareu     | j' / i avreu | i fareu     | i dareu     | i stareu     | i andareu     | i savreu     | i direu     | i parlareu      | i scrivreu      | i seurtreu      |
| Ti          | ët / i sarà | ët / i avrà  | ët / i farà | ët / i darà | ët / i starà | ët / i andarà | 't / i savrà | ët / i dirà | ët / i parlarà  | ët / i scrivrà  | ët / i seurtrà  |
| Chiel/Chila | o/a sarà    | o/a avrà     | o/a farà    | o/a darà    | o/a starà    | o/a andarà    | o/a savrà    | o/a dirà    | o/a parlarà     | o/a scrivrà     | o/a seurtrà     |
| Noi/Nijäcc  | i saroma    | i avroma     | i faroma    | i daroma    | i staroma    | i andaroma    | i savroma    | i diroma    | i parlaroma     | i scrivroma     | i sortroma      |
| Voi/Voijäcc | i sarài     | i avrài      | i farài     | i darài     | i starài     | i andarài     | i savrài     | i dirài     | i parlarài      | i scrìvrài      | i seurtrài      |
| Chiej/Chile | i saran     | i avran      | i faran     | i daran     | i staran     | i andaran     | i savran     | i diran     | i parlaran      | i scrìvran      | i seurtran      |

### Presente congiuntivo
| Persona     | essere     | avere          | fare        | dare      | stare         | andare    | sapere      | dire        | 1ª coniugazione | 2ª coniugazione | 3ª coniugazione |
| ----------- | ---------- | -------------- | ----------- | --------- | ------------- | --------- | ----------- | ----------- | --------------- | --------------- | --------------- |
| Mi          | i sìa      | j' / i r'abia  | i fasa      | i dogna   | i stogna      | i vogna   | i sapia     | i disa      | i parla         | i scriva        | i seurta        |
| Ti          | 't / i sìe | 't' / i r'abie | ët / i fasi | i dogni   | ët / i stogni | i vogni   | ët / i sapi | ët / i disi | ët / i parli    | ët / i scrivi   | ët / i seurti   |
| Chiel/Chila | o/a sìa    | o/a r'abia     | o/a fasa    | o/a dogna | o/a stogna    | o/a vogna | o/a sapia   | o/a disa    | o/a parla       | o/a scriva      | o/a seurta      |
| Noi/Nijäcc  | i sìo      | j' / r'abio    | i faso      | i dogno   | i stogno      | i vogno   | i sapio     | i diso      | i parlo         | i scrivo        | i seurto        |
| Voi/Voijäcc | i sìe      | j' / i r'abi   | i fasi      | i dogni   | i stogni      | i vogni   | i sapi      | i disi      | i parli         | i scrivi        | i seurti        |
| Chiej/Chile | i sìo      | j' / r'abio    | i faso      | i dogno   | i stogno      | i vogno   | i sapio     | i diso      | i parlo         | i scrìvo        | i seurto        |

### Imperfetto congiuntivo
| Persona     | essere       | avere             | fare          | dare       | stare          | andare       | sapere          | dire            | 1ª coniugazione  | 2ª coniugazione   | 3ª coniugazione |
| ----------- | ------------ | ----------------- | ------------- | ---------- | -------------- | ------------ | --------------- | --------------- | ---------------- | ----------------- | --------------- |
| Mi          | i fossa      | j' / i r'avèissa  | i fèissa      | i dèissa   | i stèissa      | i andèissa   | i savèissa      | i diseissa      | i parlèissa      | i scrivèissa      | i sortissa      |
| Ti          | 't / i fossi | 't' / i r'avèissi | ët / i fèissi | i dèissi   | ët / i stèissi | i andèissi   | ët / i savèissi | ët / i disèissi | ët / i parlèissi | ët / i scrivèissi | ët / i sortissi |
| Chiel/Chila | o/a fossa    | o/a r'avèissa     | o/a fèissa    | o/a dèissa | o/a stèissa    | o/a andèissa | o/a savèissa    | o/a diseissa    | o/a parlèissa    | o/a scrivèissa    | o/a sortissa    |
| Noi/Nijäcc  | i fossmo     | j' / r'avèissmo   | i fèissmo     | i dèissmo  | i stèissmo     | i andèissmo  | i savèissmo     | i disèissmo     | i parlèissmo     | i scrivèissmo     | i sortissmo     |
| Voi/Voijäcc | i fossi      | j' / i r'avèissi  | i fèissi      | i dèissi   | i stèissi      | i andèissi   | i savèissi      | i disèissi      | i parlèissi      | i scrivèissi      | i sortissi      |
| Chiej/Chile | i fosso      | j' / r'avèisso    | i fèisso      | i dèisso   | i stèisso      | i andèisso   | i savèisso      | i disèisso      | i parlèisso      | i scrìvèisso      | i sortisso      |

### Presente condizionale
| Persona     | essere       | avere        | fare         | dare         | stare         | andare     | sapere        | dire         | 1ª coniugazione | 2ª coniugazione | 3ª coniugazione |
| ----------- | ------------ | ------------ | ------------ | ------------ | ------------- | ---------- | ------------- | ------------ | --------------- | --------------- | --------------- |
| Mi          | i sarìa      | j'avrìa      | i farìa      | i darìa      | i starìa      | a andrìa   | i savrìa      | i dirìa      | a parl-rìa      | a scrivrìa      | a seurtrìa      |
| Ti          | 't / i sarìe | 't'/ i avrìe | ët / i farìe | ët / i darìe | ët / i starie | i andrìe   | ët / i savrìe | ët / i dirìe | ët / i parl-rìe | ët / i scrivrìe | ët / i seurtrìe |
| Chiel/Chila | o/a sìa      | o/a avrìa    | o/a farìa    | o/a darìa    | o/a starìa    | o/a andrìa | o/a savrìa    | o/a dirìa    | o/a parl-rìa    | o/a scrivrìa    | o/a seurtrìa    |
| Noi/Nijäcc  | i sarìmo     | i avrìmo     | i farìmo     | i darìmo     | i starìmo     | i andrimo  | i savrìmo     | i dirìmo     | i parl-rìmo     | i scrivrìmo     | i seurtrìmo     |
| Voi/Voijäcc | i sarìi      | i avrii      | i farìi      | i darìi      | i starìi      | i andrìi   | i savrìi      | i dirìi      | i parl-rìi      | i scrivrìi      | i seurtrìi      |
| Chiej/Chile | i sarìo      | i avrìo      | i farìo      | i darìo      | i starìo      | i andrìo   | i savrìo      | i dirìo      | i parl-rìo      | i scrìvrèo      | i seurtrìo      |

### Verbi modali
Vorej
| Persona     | presente indicativo | imperfetto indicativo | Futuro indicativo | Presente congiuntivo | Imperfetto congiuntivo | Presente condizionale | Participio passato |
| ----------- | ------------------- | --------------------- | ----------------- | -------------------- | ---------------------- | --------------------- | ------------------ |
| Mi          | i veuj              | i vorava              | i vorereu         | i veura              | i vorèissa             | i vorìa               | vorù               |
| Ti          | 't / i veuri        | 't / i voravi         | 't / i vorerà     | 't / i veure         | 't / i vorèissi        | 't / i vorìe          | Gerundio           |
| Chiel/Chila | o/a veur/veu        | o/a vorava            | o/a vorerà        | o/a veura            | o/a vorèissa           | o/a vorìa             | Vorènd             |
| Noi/Nijäcc  | i voroma            | i voramo              | i voreroma        | i veuro              | i vorèissmo            | i vorìmo              |                    |
| Voi/Voijäcc | i veuri             | i voravi              | i vorerài         | i veuri              | 't / i vorèissi        | i vorìi               |                    |
| Chiej/Chile | i veuro             | i voravo              | i voreràn         | i veuro              | i vorèisso             | i vorìo               |                    |

Dovej
| Persona     | presente indicativo | imperfetto indicativo | Futuro indicativo | Presente congiuntivo | Imperfetto congiuntivo | Presente condizionale | Participio passato |
| ----------- | ------------------- | --------------------- | ----------------- | -------------------- | ---------------------- | --------------------- | ------------------ |
| Mi          | i deuv              | i dovava              | i dovreu          | i dovrìa             | i dovèissa             | Mi i dovrìa           | dovù               |
| Ti          | 't / i deuvi        | 't / i dovavi         | 't / i dovrà      | 't / i dovrìe        | 't / i dovèissi        | 't / i dovrìe         | Gerundio           |
| Chiel/Chila | o/a deuva           | o/a dovava            | o/a dovrà         | o/a dovrìa           | o/a dovèissa           | o/a dovrìa            | dovènd             |
| Noi/Nijäcc  | i dovoma            | i dovamo              | i dovroma         | i dovrìmo            | i dovèissmo            | i dovrìmo             |                    |
| Voi/Voijäcc | i deuvi             | i dovavi              | i dovrài          | i dovrìi             | i dovèissi             | i dovrìi              |                    |
| Chiej/Chile | i dèuvo             | i dovavo              | i dovràn          | i dovrìo             | i dovèisso             | i dovrìo              |                    |

Podej
| Persona     | presente indicativo | imperfetto indicativo | Futuro indicativo   | Presente congiuntivo | Imperfetto congiuntivo | Presente condizionale | Participio passato |
| ----------- | ------------------- | --------------------- | ------------------- | -------------------- | ---------------------- | --------------------- | ------------------ |
| Mi          | i peus              | i podava              | i podreu            | i peussa             | i podèissa             | i podrìa              | podù               |
| Ti          | 't / i peuri        | 't / i podavi         | ët / i podrà/podrai | 't / i peure         | 't / i podèissi        | 't / i podrìe         | Gerundio           |
| Chiel/Chila | o/a peur/peu        | o/a podava            | o/a podrà           | o/a peussa           | o/a podèissa           | o/a podrìa            | podend             |
| Noi/Nijäcc  | i podoma            | i podamo              | i podroma           | i peuro              | i podèissmo            | i podrimo             |                    |
| Voi/Voijäcc | i peuri             | i podavi              | i podrai            | i peuri              | i podèissi             | i podrìi              |                    |
| Chiej/Chile | i peuro             | i podavo              | i podran            | i peuro              | i podèisso             | i podrìo              |                    |

## Varietà
Il monregalese si divide in quattro varietà minori:
- Monregalese della città o urbano
- Monregalese della campagna o rustico
- Alto-monregalese
- Monregalese alpino (o Kje)

## Monregalese della città
Il monregalese della città è molto simile al torinese e al cuneese e presenta molte innovazioni della pianura. Questa varietà ha perduto l'evoluzione palatale di -CT- latino (-CC), adattando quella di koiné -IT in -T: es. lat, latte; fat, fatto. 

## Monregalese della campagna
Raccoglie i dialetti conservativi, viene parlato nelle frazioni di Mondovì e nei comuni limitrofi ovvero: Rocca de' Baldi, Magliano, Morozzo, Margarita, Pianfei, Roburent, Vicoforte, Villanova Mondovì e Roccaforte Mondovì.
Nelle varieta della campagna si conserva il contrasto tra il maschile doi e il numerale femminile doe. Questa distinzione è tipica del torinese: in effetti nella grammatica piemontese Brero/Bertodatti si dice che doi/doe sia un numerale che varia in base al genere. Il numerale femminile doe in una gran parte della provincia di Cuneo non è presente. Questo tratto è sparito infatti a Cuneo e in tutte le principali località della pianura come Borgo San Dalmazzo, Boves, Peveragno, Fossano, Villafalletto, Centallo e Saluzzo. La distinzione tra doi maschile e doe femminile si conserva solo nei territori alpini e langaroli come Entracque, Frabosa Soprana e Alba.

## Alto-monregalese
L'alto monregalese è parlato in Val Casotto (Pamparato e Monasterolo Casotto), nell'alta val Mongia (Viola e Scagnello) e in Valle Belbo (Montezemolo e Mombarcaro). Ricompresi tra i dialetti conservativi, ampia è la presenza e la conservazione di arcaismi nel lessico e nei suoni, come anche di contaminazioni con i finitimi dialetti liguri. Di seguito alcune delle caratteristiche salienti:
- Il fonema /æ/, ovvero la /e/ aperta o /è/, in alcune varietà tende o si sposta completamente verso una /a/ (esempi: chiel > chial; tèra > tàra) o verso il dittongo /ài/, specie se seguita da consonanti nasali: ad esempio, temp > taimp (tempo); censa > ciainsa (tabaccaio); risorent > ridzoraint (arrugginito); strument > strumaint (rogito notarile); cioenda > s-ciaindora (siepe); lenga > laingua (lingua); ginever/dzenevrin > dznaivr (ginevro); sempre > saimpre (sempre).
- Contenendo il fonema /æ/, i dittonghi ei ed ej si possono trasformare rispettivamente in ai e aj: chiej > chiaj (essi); savej > savaj (sapere); candeila > candaira (candela); savèissmo > savàissmo (sapessimo); fèissmo > fàissmo (facessimo).
- Usuale, nell'alto monregalese, è la pronuncia della /ä/ ('a' tonica velarizzata), ovvero la /a/ tonica che diventa oppure tende ad una /o/ oppure una vocale intermedia tra /a/ e /o/, soprattutto se essa si trova nella penultima sillaba della parola. Il fenomeno non è specificamente né del piemontese né del ligure, ma è trasversalmente presente in vari loro dialetti, per esempio avviene in zone limitrofe come nelle Langhe, a Savona, nel Monregalese, e nel Finalese.
- Molto frequente è la variazione del suono della /s/, con la conservazione dei suoni "duri" [ts] e [dz], scomparsi in piemontese moderno, e con la /ss/, che si può trasformare in /ts/ o /sc/: es. fàss > fàts (falso), pniss > pnits (ricci delle castagne), trasé > tratsé (camminare lasciando impronte, tracciare un sentiero), essi > esci (essere). In alcuni casi, si ravvisa anche la trasformazione in ĝ (ʒ), in maniera similare al biellese e affinemente alla j francese e alla x del ligure.
- La negazione tende a essere declinata in alcune varietà in nent o naint (esempio: "mi i seu nent/naint", io non so).
- In alcune varietà si manifesta, in maniera simile al monferrino, la trasformazione delle finali in "-in", che si aprono fino a diventare "-én" (sigilìn > sigilén), e delle finali in "-ón", che si trasformano in "-òn" (dabón > dabòn): in entrambi i casi, la pronuncia dell'ultima sillaba è solitamente secca e marcata e la 'n' finale è tagliata (sigilé-(n), dabò-(n)), soprattutto se la parola si trova alla fine di una frase (spesso avviene anche nel mezzo di una frase) oppure molto leggera e palatale (non faucale -ŋ), in particolare se deve legarsi eufonicamente alla parola successiva. Ciò avviene in maniera del tutto peculiare e specifica a talune di queste varietà (in particolare quella di Monasterolo Casotto) e affine alla parlata di Garessio[17], la quale, tuttavia, presenta maggiori influssi delle parlate della zona geograficamente adiacente di Albenga.
- La v in finale di parola mantiene tendenzialmente la stessa pronuncia della v in italiano (/v/) (ciav, "chiave"; tav, "tavolo").
- Si manifesta talvolta, come nel vicino alto langarolo, il tratto ligure di palatizzare i nessi PL-, BL- e FL- del latino: nelle parlate della Val Mongia (specie a Viola, Scagnello e Battifollo) e a Bagnasco si ha ciù (più) invece di pi, sció invece di fior (in piemontese di koiné) o fió (alto-monregalese e monregalese della campagna), cian invece di pian, gianch invece di bianch[18].